# Resolutie 2407 Veiligheidsraad Verenigde Naties
Resolutie 2406 van de Veiligheidsraad van de Verenigde Naties werd op 21 maart 2018 met unanimiteit aangenomen, en verlengde het mandaat van het expertenpanel dat toezag op de sancties tegen Noord-Korea met een jaar.

## Achtergrond
Al in 1992 werd een akkoord gesloten over de bevriezing van Noord-Korea's kernwapenprogramma. In het begin van de 21e eeuw kwam het land echter in aanvaring met de Verenigde Staten, toen president George W. Bush het land bij de zogenaamde as van het kwaad rekende. Noord-Korea hervatte de ontwikkeling van kernwapens en ballistische raketten om ze af te dragen. In 2006 voerde het land een eerste kernproef uit, in 2009 gevolgd door een tweede. Hieropvolgend werden sancties ingesteld tegen het land.
In 2016 en 2017 hield Noord-Korea verschillende kernproeven en ballistische rakettesten, waarop de sancties tegen het land telkermale werden verzwaard. Volgens het expertenpanel dat was opgericht om toe te zien op deze sancties, werden ze onvoldoende en inconsistent uitgevoerd en op grootschalige wijze op een slinkse manier door Noord-Korea omzeild. Zo voerde het land geraffineerde olieproducten in door ze illegaal over te laden uit schepen die onder valse papieren voeren en leverde het via tussenpersonen wapens aan rebellen in Jemen, Libië en Soedan. De financiële sancties bleven het meest dode letter. Gelden van afgesloten Europese rekeningen verhuisden naar banken in Azië. Noord-Koreaanse diplomaten met valse accreditaties speelden een sleutelrol in het omzeilen van de sancties.

## Inhoud
Het mandaat van het achtkoppige expertenpanel werd verlengd tot 24 april 2019. Het panel zou ook gaan toezien op de nieuwe sancties die middels de resoluties 2270, 2321, 2356, 2371, 2375 en 2397 waren ingesteld.
Lijst ·  2398 ·  2399 ·  2400 ·  2401 ·  2402 ·  2403 ·  2404 ·  2405 ·  2406 ·  2407 ·  2408 ·  2409 ·  2410 ·  2411 ·  2412 ·  2413 ·  2414 ·  2415 ·  2416 ·  2417 ·  2418 ·  2419 ·  2420 ·  2421 ·  2422 ·  2423 ·  2424 ·  2425 ·  2426 ·  2427 ·  2428 ·  2429 ·  2430 ·  2431 ·  2432 ·  2433 ·  2434 ·  2435 ·  2436 ·  2437 ·  2438 ·  2439 ·  2440 ·  2441 ·  2442 ·  2443 ·  2444 ·  2445 ·  2446 ·  2447 ·  2448 ·  2449 ·  2450 ·  2451